# Уразай (деревня)
Уразай — деревня в Тарском районе Омской области России. Входит в состав Нагорно-Ивановского сельского поселения.

## История
Основана в 1881 году. В 1928 году состояла из 97 хозяйств, основное население — русские. В административном отношении деревня являлась центром Уразайского сельсовета Екатерининского района Тарского округа Сибирского края.

## Население
| 1926 | 2002 | 2010 |
| ---- | ---- | ---- |
| 469  | ↘61  | ↘7   |

## Улицы
В деревне имеется одна улица — Уразайская.